# Таннер, Генри Оссава
Генри Оссава Таннер (англ. Henry Ossawa Tanner; 1859, Питтсбург — 1937, Париж) — американский художник-реалист. Первый из художников негритянского происхождения, добившийся международного признания.

## Жизнь и творчество
Генри О. Таннер родился в семье методистского священника Бенджамина Такера и учительницы Сары Миллер Таннер; был старшим из девяти детей. В 1864 году семья Таннеров переезжает в Филадельфию.
В возрасте тринадцати лет Таннер решает стать художником. Будучи самоучкой, он изучает работы других мастеров в художественных галереях Филадельфии, совершенствует себя в рисунке. В 1879 году он поступает в филадельфийскую Академию изобразительных искусств и обучается там до 1885 под руководством Томаса Икинса. В 1886 году Таннер открывает собственную художественную мастерскую в Филадельфии. Затем он переезжает в Атланту, где, после неудачной попытки организовать фотолабораторию, преподаёт в университете Кларка. В 1891 году художник уезжает во Францию. Здесь он учится в Академии Жюлиана у Жан-Поля Лорана и вступает в парижский Американский студенческий художественный клуб.
В 1893 году, во время короткого пребывания в Филадельфии, Таннер создаёт полотно The Banjo Lesson (Учёба игры на банджо), ставшее одной из лучших его работ. В 1895 он возвращается в Париж. Здесь он пишет преимущественно религиозные полотна, и среди них — Даниил в яме со львами, заслужившее почётную награду на Парижском салоне 1896 года. Во время Первой мировой войны Таннер работает в Общественном департаменте информации при американском отделении Красного креста, пишет картины на военную тематику.
Полотна этого американского художника-реалиста характеризуются самым тщательным исполнением. Многие ранние работы Генри О. Таннера посвящены тяжёлому, бедственному положению американских негров. Более поздние его произведения написаны преимущественно на религиозные сюжеты, в чём угадывается также и влияние на него отца-священника.

## Галерея

Некоторые работы
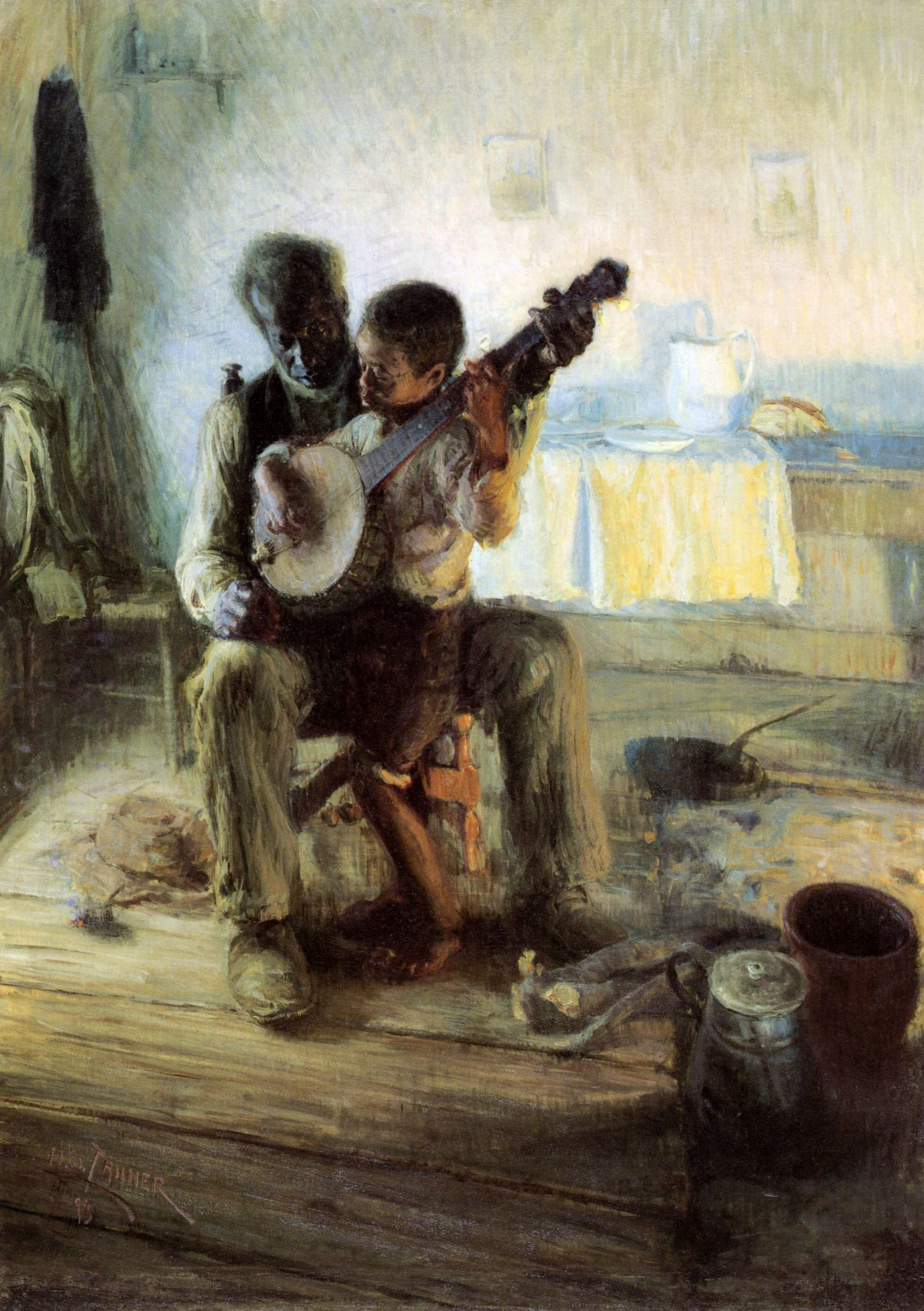
Урок игры на банджо (1893)
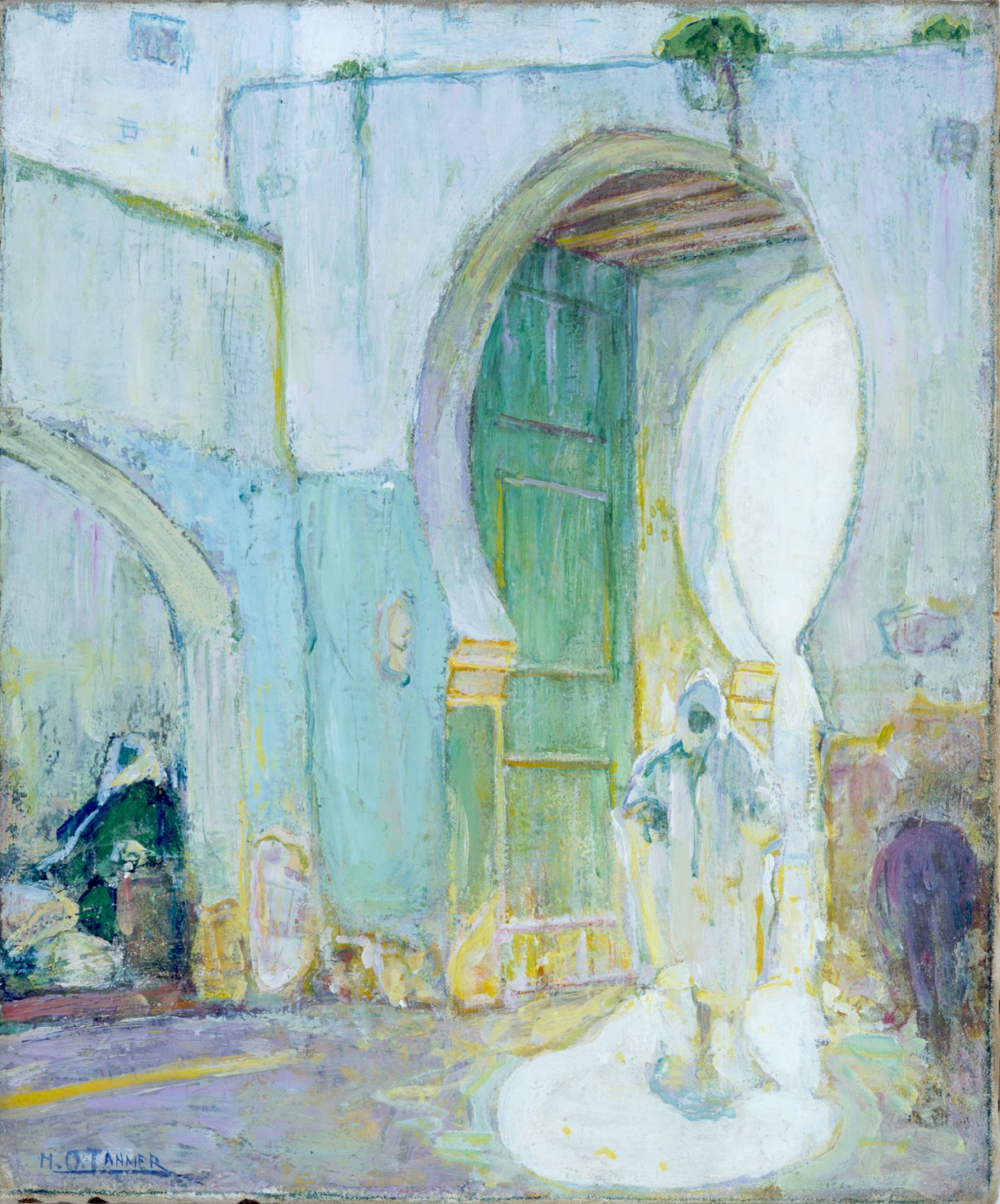
Танжер, городские ворота (1912)
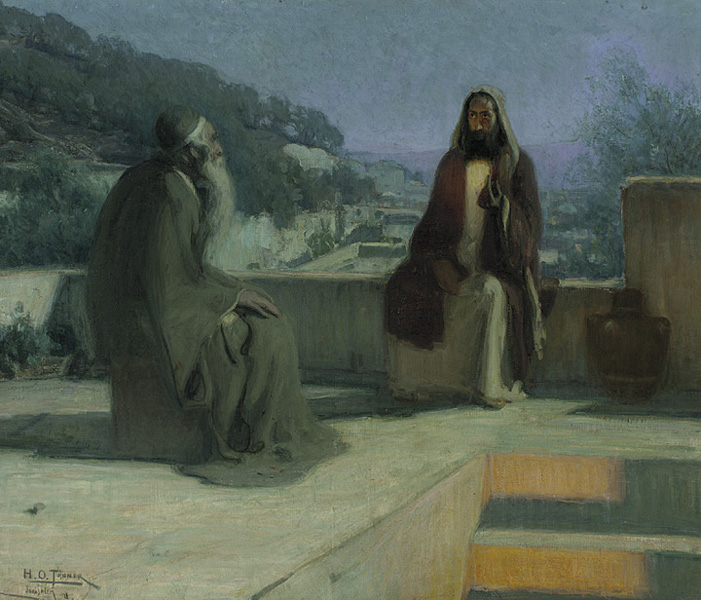
Иисус и Никодим (1899)
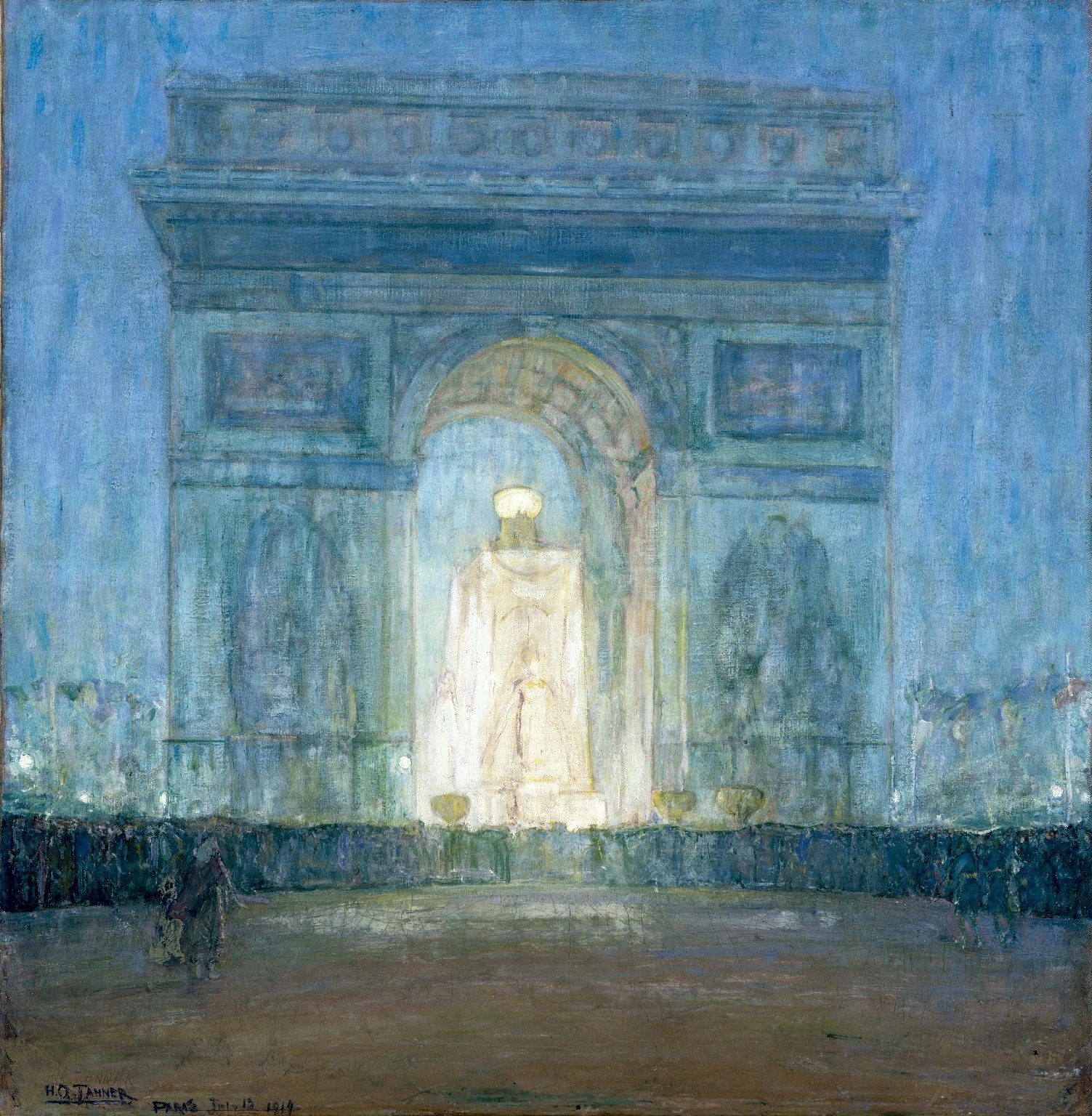
Триумфальная арка (1914)
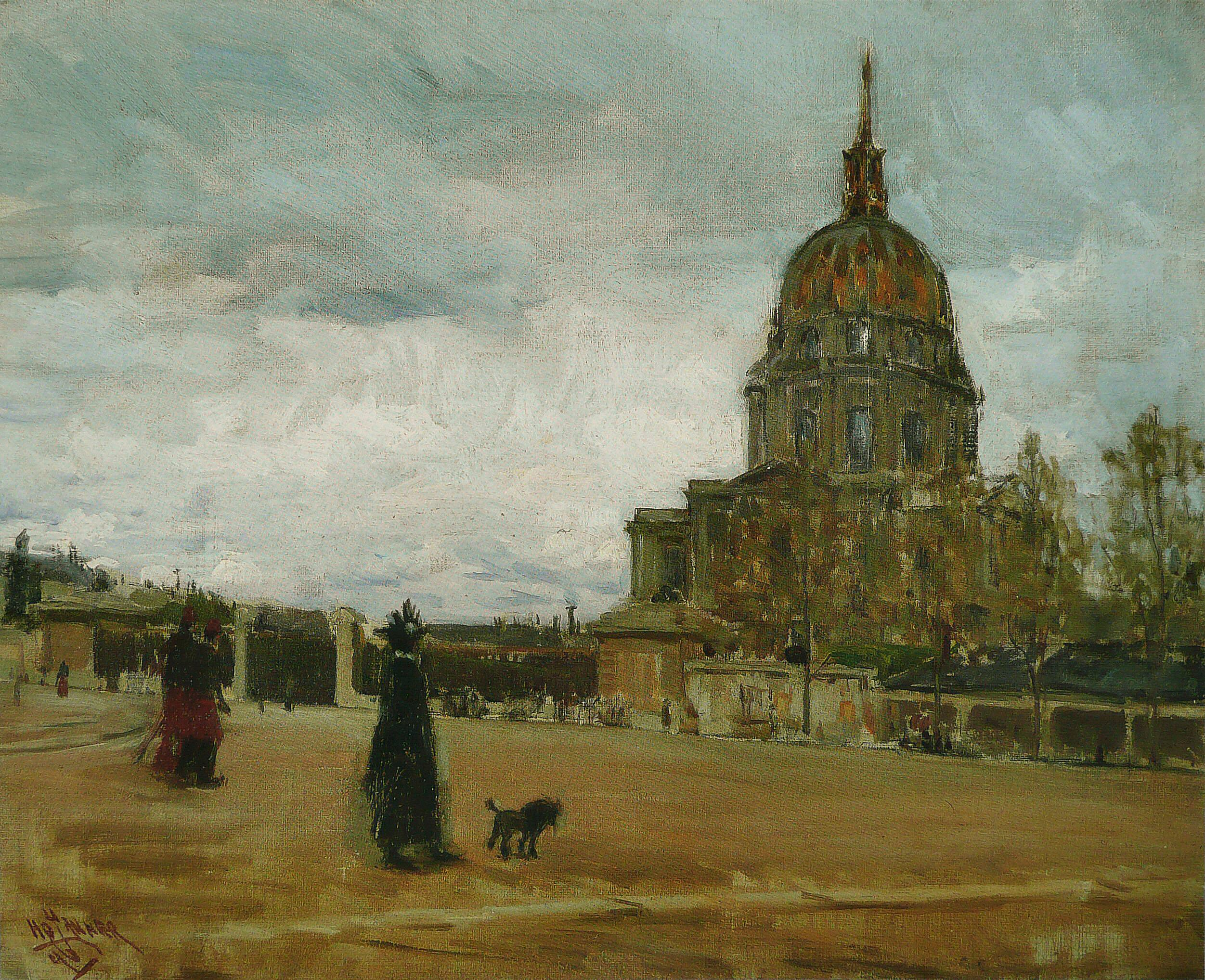
Дом Инвалидов (1896)
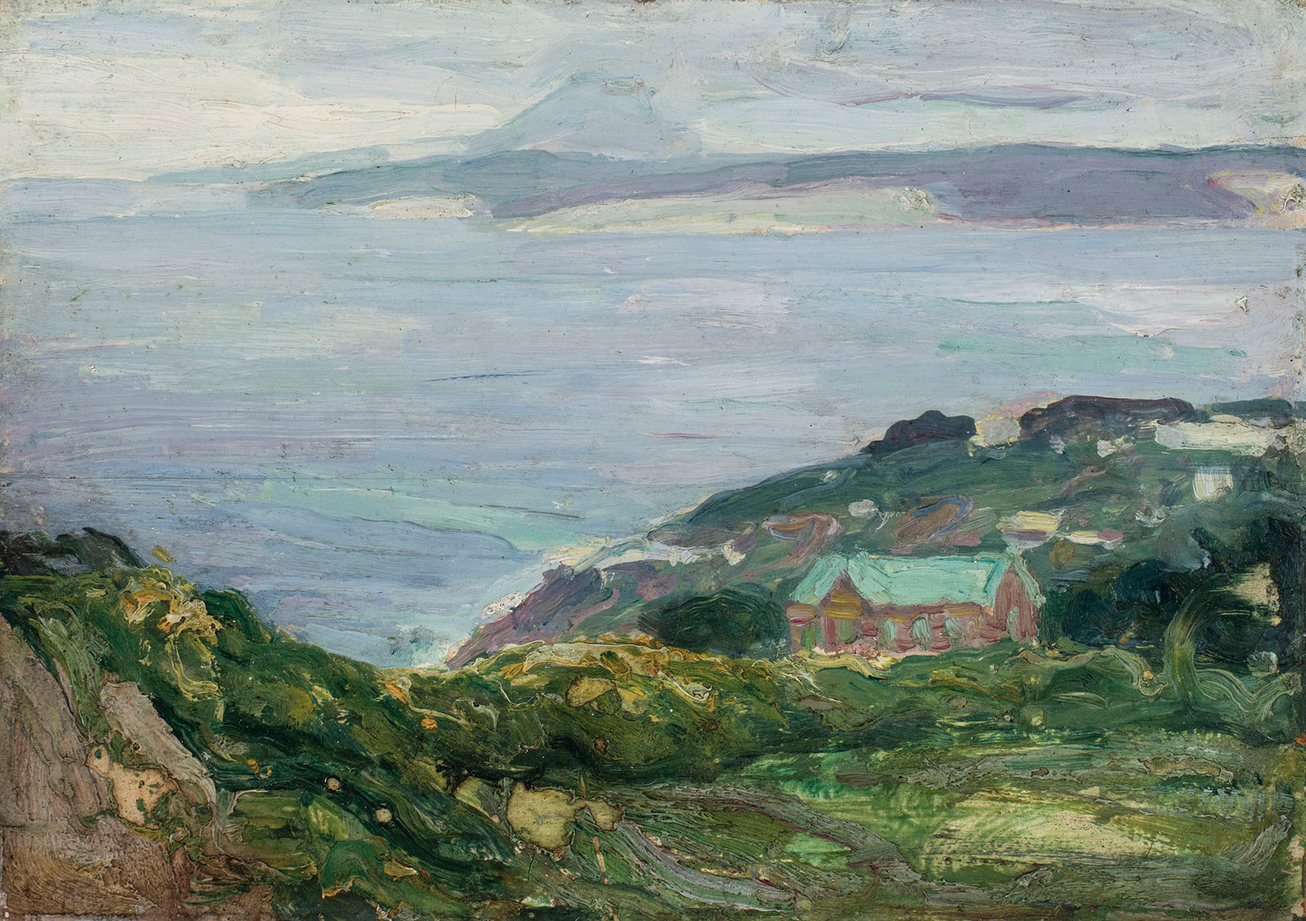
Прибрежный пейзаж, Франция (1912)
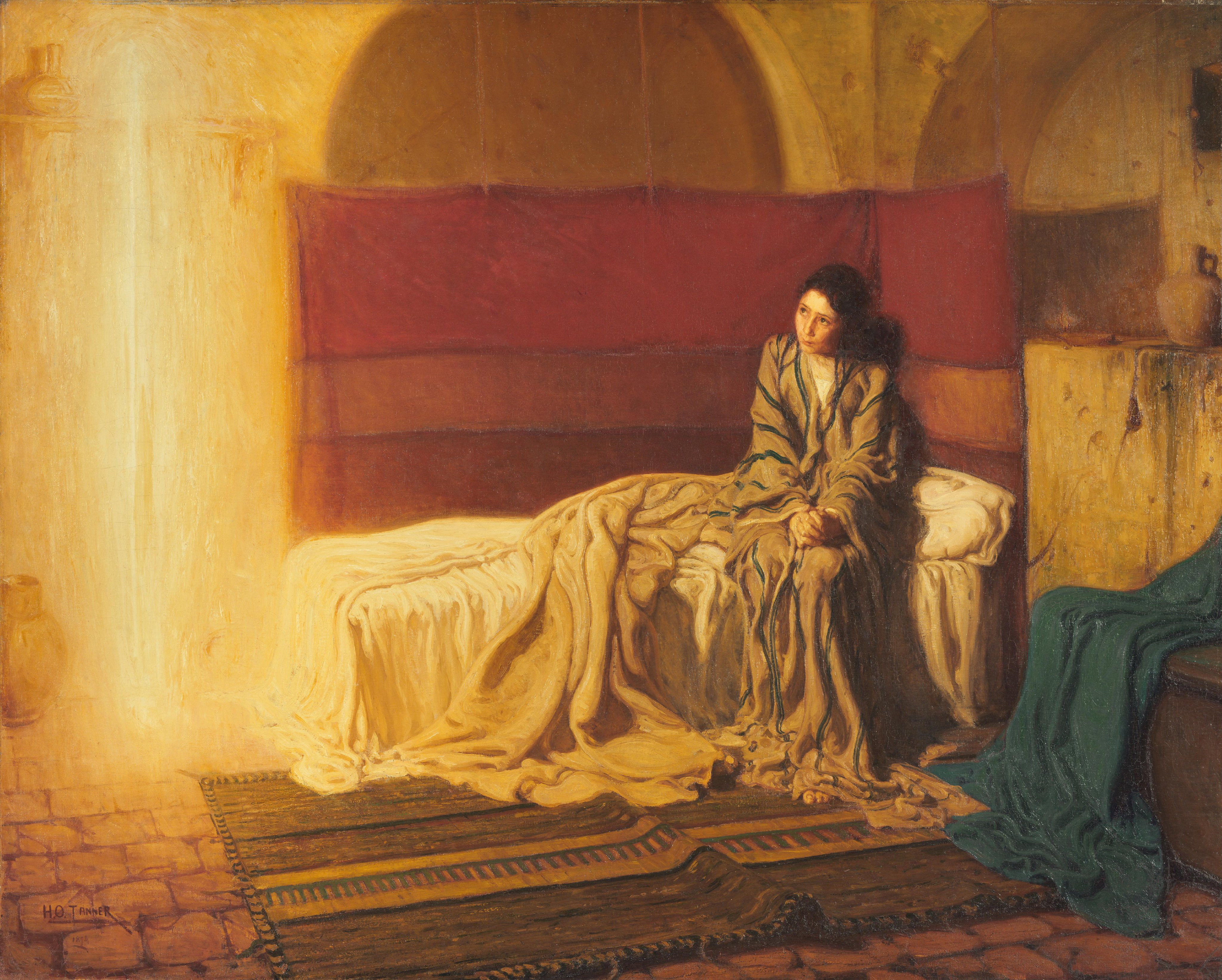
Благая весть (1898)
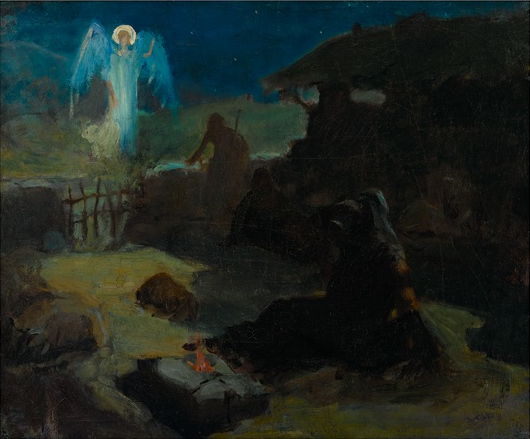
Откровение пастухам
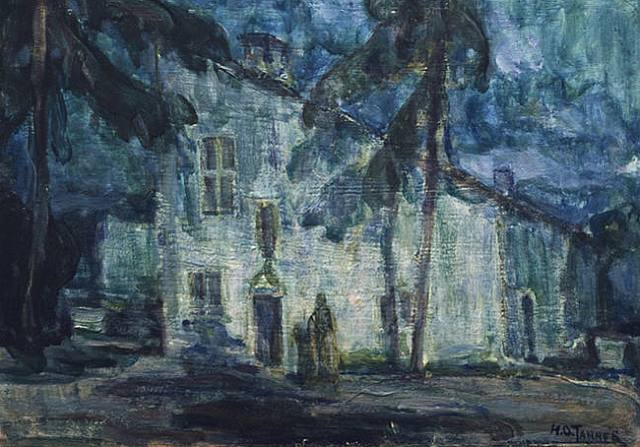
Дом Жанны д'Арк в лунном свете (1918)
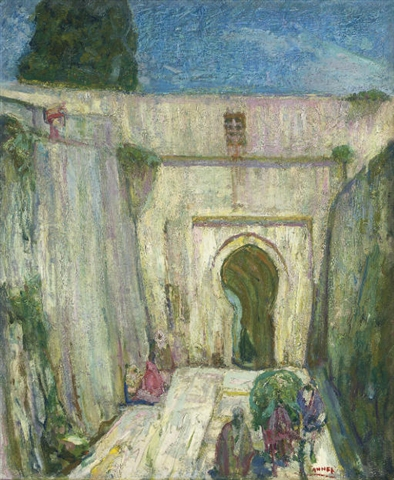
Танжер, полдень